# Saint-Baudille-de-la-Tour
Saint-Baudille-de-la-Tour é uma comuna francesa na região administrativa de Auvérnia-Ródano-Alpes, no departamento de Isère. Estende-se por uma área de 21,76 km². Em 2010 a comuna tinha 836 habitantes (densidade: 38,4 hab./km²).